# Brachystephanus kupeensis
Brachystephanus kupeensis là một loài thực vật thuộc họ Acanthaceae. Đây là loài đặc hữu của Cameroon. Môi trường sống tự nhiên của chúng là rừng ẩm vùng đất thấp nhiệt đới hoặc cận nhiệt đới.